# 哲学 (学術雑誌)
『哲学』（てつがく）は、日本哲学会が発行する、哲学の学術雑誌。1952年に創刊され、年1回のペースで発行されている。2009年7月23日よりコンテンツがJournal@rchiveで全文無料公開されるようになった。

## 歴史
『哲学』は、1949年に設立された日本哲学会の機関紙として、学会設立3年後の1952年に創刊された。当時創刊に携わった人物として、天野貞祐（1884年 - 1980年）、出隆（1892年 - 1980年）、下村寅太郎（1902年 - 1995年）、務台理作（1890年 - 1974年）、和辻哲郎（1889年 - 1960年）、などがいる。